# تعامل بین انسان و ربات

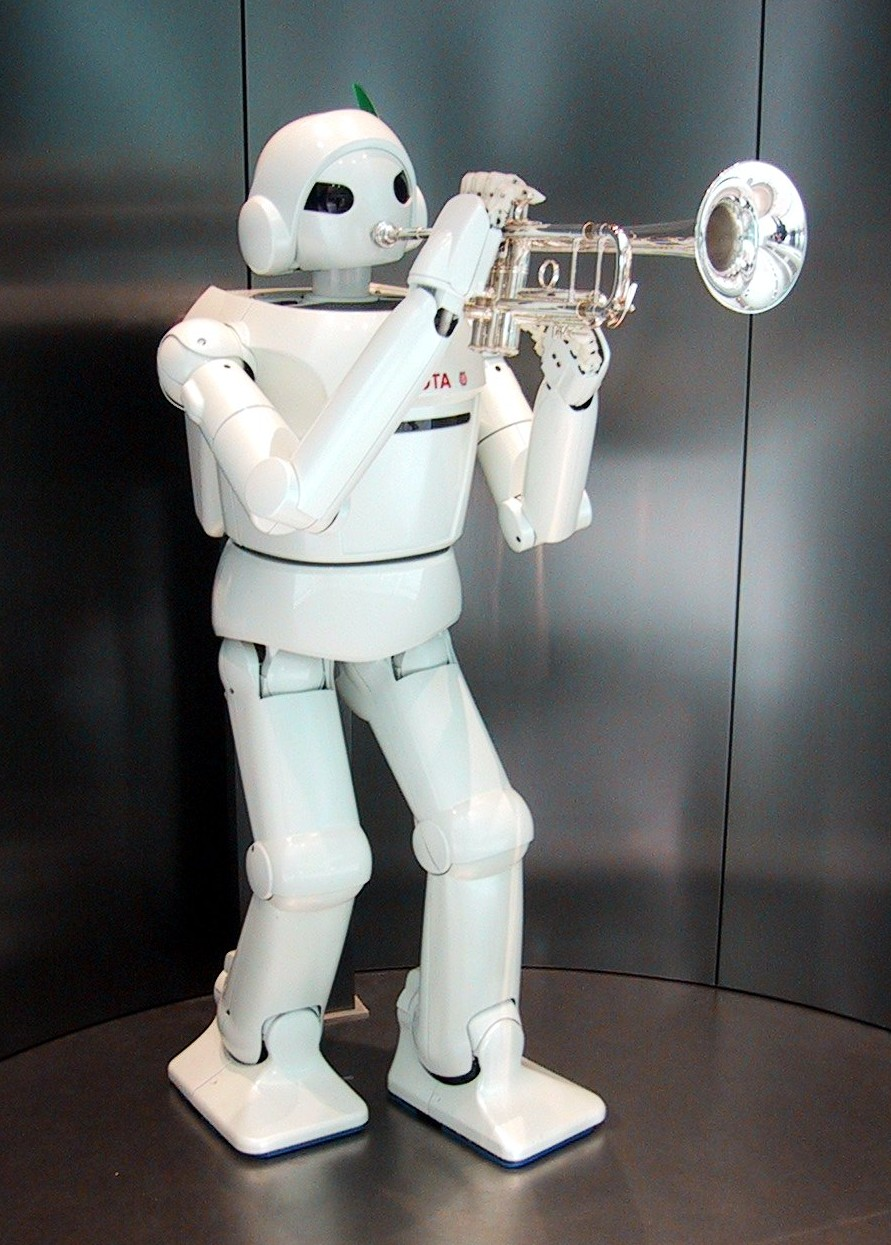
نمایی از یک ربات تویوتا در حال ترومپت زدن

تعامل انسان و ربات، مطالعه تعامل میان انسان و ربات است. محققان اغلب از آن به عنوان "HRI" یاد می‌کنند. تعامل میان انسان و ربات در واقع یک زمینه چند رشته‌ای با بهره‌گیری از علومی مانند: تعامل انسان و کامپیوتر، هوش مصنوعی، رباتیک، درک زبان طبیعی، طراحی، علوم انسانی و علوم اجتماعی است.